# Svjetsko prvenstvo u rukometu – Hrvatska 2009., natjecanje po skupinama
Svjetsko prvenstvo u rukometu – Hrvatska 2009., natjecanje po skupinama
Ždrijeb skupina za 21. Svjetsko prvenstvo rukometaša održan je 22. lipnja 2008. u Zagrebu na Trgu bana Jelačića.
| Skupina A  | Skupina B    | Skupina C           | Skupina D         |
| ---------- | ------------ | ------------------- | ----------------- |
| Francuska  | Hrvatska     | Njemačka            | Danska            |
| Mađarska   | Švedska      | Poljska             | Norveška          |
| Slovačka   | Španjolska   | Sjeverna Makedonija | Egipat            |
| Rumunjska  | Južna Koreja | Rusija              | Brazil            |
| Argentina  | Kuvajt       | Tunis               | Srbija            |
| Australija | Kuba         | Alžir               | Saudijska Arabija |

## Skupina A (Osijek)
|    | Reprezentacija | Bod. | Ut. | Pob. | N. | Por. | Pos. | Pri. | RP   |
| -- | -------------- | ---- | --- | ---- | -- | ---- | ---- | ---- | ---- |
| 1. | Francuska      | 10   | 5   | 5    | 0  | 0    | 168  | 106  | +62  |
| 2. | Slovačka       | 7    | 5   | 3    | 1  | 1    | 152  | 119  | +33  |
| 3. | Mađarska       | 7    | 5   | 3    | 1  | 1    | 148  | 115  | +33  |
| 4. | Rumunjska      | 4    | 5   | 2    | 0  | 3    | 161  | 135  | +26  |
| 5. | Argentina      | 2    | 5   | 1    | 0  | 4    | 133  | 137  | -4   |
| 6. | Australija     | 0    | 5   | 0    | 0  | 5    | 76   | 206  | -130 |

| 17. siječnja 2009. 16:30 |             |           |                                                                            |
| Slovačka                 | 27:25       | Argentina | Dvorana Gradski vrt, Osijek Broj gledatelja: 3.000 Sudac: Olesen, Pedersen |
| Straňovský 7             | (Izvještaj) | Gull 5    | Dvorana Gradski vrt, Osijek Broj gledatelja: 3.000 Sudac: Olesen, Pedersen |

| 17. siječnja 2009. 18:30 |             |            |                                                                                  |
| Mađarska                 | 41:17       | Australija | Dvorana Gradski vrt, Osijek Broj gledatelja: 3.000 Sudac: Karbas-Či, Kolahdouzan |
| Iváncsik, Zubai 7        | (Izvještaj) | Fletcher 8 | Dvorana Gradski vrt, Osijek Broj gledatelja: 3.000 Sudac: Karbas-Či, Kolahdouzan |

| 17. siječnja 2009. 20:30 |             |           |                                                                                 |
| Francuska                | 31:21       | Rumunjska | Dvorana Gradski vrt, Osijek Broj gledatelja: 3.000 Sudac: Stanojević, Višekruna |
| Guigou, Karabatić 7      | (Izvještaj) | Toma 5    | Dvorana Gradski vrt, Osijek Broj gledatelja: 3.000 Sudac: Stanojević, Višekruna |

| 18. siječnja 2009. 15:00 |             |          |                                                                                 |
| Australija               | 12:47       | Slovačka | Dvorana Gradski vrt, Osijek Broj gledatelja: 2.000 Sudac: Stanojević, Višekruna |
| Fletcher 6               | (Izvještaj) | Antl 8   | Dvorana Gradski vrt, Osijek Broj gledatelja: 2.000 Sudac: Stanojević, Višekruna |

| 18. siječnja 2009. 17:00 |             |          |                                                                            |
| Rumunjska                | 27:30       | Mađarska | Dvorana Gradski vrt, Osijek Broj gledatelja: 3.000 Sudac: Olesen, Pedersen |
| Piriianu 6               | (Izvještaj) | Nagy 8   | Dvorana Gradski vrt, Osijek Broj gledatelja: 3.000 Sudac: Olesen, Pedersen |

| 18. siječnja 2009. 19:00 |             |           |                                                                             |
| Argentina                | 26:33       | Francuska | Dvorana Gradski vrt, Osijek Broj gledatelja: 2.500 Sudac: Gubica, Milošević |
| Kogovsek, Migueles 5     | (Izvještaj) | Guigou 7  | Dvorana Gradski vrt, Osijek Broj gledatelja: 2.500 Sudac: Gubica, Milošević |

| 19. siječnja 2009. 15:30 |             |            |                                                                                  |
| Rumunjska                | 30:26       | Argentina  | Dvorana Gradski vrt, Osijek Broj gledatelja: 1.500 Sudac: Karbas-Či, Kolahdouzan |
| Ghionea 9                | (Izvještaj) | Kogovsek 7 | Dvorana Gradski vrt, Osijek Broj gledatelja: 1.500 Sudac: Karbas-Či, Kolahdouzan |

| 19. siječnja 2009. 17:30 |             |          |                                                                             |
| Mađarska                 | 24:24       | Slovačka | Dvorana Gradski vrt, Osijek Broj gledatelja: 2.500 Sudac: Gubica, Milošević |
| Ilyés, Iváncsik, Nagy 5  | (Izvještaj) | Šulc 9   | Dvorana Gradski vrt, Osijek Broj gledatelja: 2.500 Sudac: Gubica, Milošević |

| 19. siječnja 2009. 19:30 |             |            |                                                                            |
| Francuska                | 42:11       | Australija | Dvorana Gradski vrt, Osijek Broj gledatelja: 1.500 Sudac: Olesen, Pedersen |
| Abalo 10                 | (Izvještaj) | Fletcher 4 | Dvorana Gradski vrt, Osijek Broj gledatelja: 1.500 Sudac: Olesen, Pedersen |

| 21. siječnja 2009. 15:00 |             |           |                                                                             |
| Australija               | 20:40       | Rumunjska | Dvorana Gradski vrt, Osijek Broj gledatelja: 1.000 Sudac: Gubica, Milošević |
| Blondell 8               | (Izvještaj) | Cozma 10  | Dvorana Gradski vrt, Osijek Broj gledatelja: 1.000 Sudac: Gubica, Milošević |

| 21. siječnja 2009. 17:00 |             |                  |                                                                                 |
| Mađarska                 | 31:20       | Argentina        | Dvorana Gradski vrt, Osijek Broj gledatelja: 3.000 Sudac: Stanojević, Višekruna |
| Mocsai 6                 | (Izvještaj) | Gull, Kogovsek 4 | Dvorana Gradski vrt, Osijek Broj gledatelja: 3.000 Sudac: Stanojević, Višekruna |

| 21. siječnja 2009. 19:00 |             |             |                                                                                  |
| Slovačka                 | 26:35       | Francuska   | Dvorana Gradski vrt, Osijek Broj gledatelja: 2.500 Sudac: Karbas-Či, Kolahdouzan |
| Antl 7                   | (Izvještaj) | Karabatić 9 | Dvorana Gradski vrt, Osijek Broj gledatelja: 2.500 Sudac: Karbas-Či, Kolahdouzan |

| 22. siječnja 2009. 15:00 |             |            |                                                                             |
| Argentina                | 36:16       | Australija | Dvorana Gradski vrt, Osijek Broj gledatelja: 1.000 Sudac: Gubica, Milošević |
| Torres 7                 | (Izvještaj) | Fletcher 4 | Dvorana Gradski vrt, Osijek Broj gledatelja: 1.000 Sudac: Gubica, Milošević |

| 22. siječnja 2009. 17:00 |             |                     |                                                                            |
| Slovačka                 | 28:23       | Rumunjska           | Dvorana Gradski vrt, Osijek Broj gledatelja: 3.500 Sudac: Olesen, Pedersen |
| Kukučka 8                | (Izvještaj) | Ghionea, Piriianu 5 | Dvorana Gradski vrt, Osijek Broj gledatelja: 3.500 Sudac: Olesen, Pedersen |

| 22. siječnja 2009. 19:00         |             |          |                                                                                 |
| Francuska                        | 27:22       | Mađarska | Dvorana Gradski vrt, Osijek Broj gledatelja: 3.500 Sudac: Stanojević, Višekruna |
| Fernandez, Narcisse, Karabatić 5 | (Izvještaj) | Gál 5    | Dvorana Gradski vrt, Osijek Broj gledatelja: 3.500 Sudac: Stanojević, Višekruna |

## Skupina B (Split)
|    | Reprezentacija | Bod. | Ut. | Pob. | N. | Por. | Pos. | Pri. | RP  |
| -- | -------------- | ---- | --- | ---- | -- | ---- | ---- | ---- | --- |
| 1. | Hrvatska       | 10   | 5   | 5    | 0  | 0    | 170  | 115  | +55 |
| 2. | Švedska        | 8    | 5   | 4    | 0  | 1    | 162  | 118  | +44 |
| 3. | Južna Koreja   | 6    | 5   | 3    | 0  | 2    | 140  | 126  | +14 |
| 4. | Španjolska     | 4    | 5   | 2    | 0  | 3    | 167  | 127  | +40 |
| 5. | Kuba           | 2    | 5   | 1    | 0  | 4    | 106  | 181  | -75 |
| 6. | Kuvajt         | 0    | 5   | 0    | 0  | 5    | 99   | 177  | -78 |

| 16. siječnja 2009. 20:30 |             |              |                                                                      |
| Hrvatska                 | 27:26       | Južna Koreja | Spaladium Arena, Split Broj gledatelja: 12.000 Sudac: Lemme, Ullrich |
| Čupić 8                  | (Izvještaj) | Sim, Park 5  | Spaladium Arena, Split Broj gledatelja: 12.000 Sudac: Lemme, Ullrich |

| 17. siječnja 2009. 16:30 |             |                |                                                                      |
| Španjolska               | 47:17       | Kuvajt         | Spaladium Arena, Split Broj gledatelja: 8.000 Sudac: Nilson, Rogerio |
| Rocas, García 7          | (Izvještaj) | H. Al-Šamari 5 | Spaladium Arena, Split Broj gledatelja: 8.000 Sudac: Nilson, Rogerio |

| 17. siječnja 2009. 18:30 |             |                 |                                                                          |
| Švedska                  | 41:14       | Kuba            | Spaladium Arena, Split Broj gledatelja: 3.500 Sudac: Elmoamli, Šaban Ali |
| Lennartsson 6            | (Izvještaj) | Diaz de Armas 5 | Spaladium Arena, Split Broj gledatelja: 3.500 Sudac: Elmoamli, Šaban Ali |

| 18. siječnja 2009. 16:30 |             |            |                                                                      |
| Kuba                     | 20:45       | Španjolska | Spaladium Arena, Split Broj gledatelja: 1.000 Sudac: Nilson, Rogerio |
| Echavarria del Sol 5     | (Izvještaj) | García 9   | Spaladium Arena, Split Broj gledatelja: 1.000 Sudac: Nilson, Rogerio |

| 18. siječnja 2009. 18:30 |             |           |                                                                |
| Južna Koreja             | 25:31       | Švedska   | Spaladium Arena, Split Broj gledatelja: 3.000 Sudac: Din, Dinu |
| Lee, Park 6              | (Izvještaj) | Källman 7 | Spaladium Arena, Split Broj gledatelja: 3.000 Sudac: Din, Dinu |

| 18. siječnja 2009. 20:30   |             |          |                                                                           |
| Kuvajt                     | 21:40       | Hrvatska | Spaladium Arena, Split Broj gledatelja: 10.000 Sudac: Elmoamli, Šaban Ali |
| Al-Qallaf, Al-Gharaballi 5 | (Izvještaj) | Šprem 8  | Spaladium Arena, Split Broj gledatelja: 10.000 Sudac: Elmoamli, Šaban Ali |

| 19. siječnja 2009. 16:30 |             |                                                            |                                                                |
| Južna Koreja             | 34:19       | Kuvajt                                                     | Spaladium Arena, Split Broj gledatelja: 1.000 Sudac: Din, Dinu |
| Yoon 7                   | (Izvještaj) | H. Al-Šamari, Al-Theyab, Al-Anezi, Al-Otaibi, Abdulredha 3 | Spaladium Arena, Split Broj gledatelja: 1.000 Sudac: Din, Dinu |

| 19. siječnja 2009. 18:30 |             |            |                                                                     |
| Švedska                  | 34:30       | Španjolska | Spaladium Arena, Split Broj gledatelja: 5.000 Sudac: Lemme, Ullrich |
| Doder 11                 | (Izvještaj) | Romero 11  | Spaladium Arena, Split Broj gledatelja: 5.000 Sudac: Lemme, Ullrich |

| 19. siječnja 2009. 20:30 |             |                                   |                                                                       |
| Hrvatska                 | 41:20       | Kuba                              | Spaladium Arena, Split Broj gledatelja: 11.800 Sudac: Nilson, Rogerio |
| Čupić 11                 | (Izvještaj) | Carol Marzo, Echavarria del Sol 5 | Spaladium Arena, Split Broj gledatelja: 11.800 Sudac: Nilson, Rogerio |

| 21. siječnja 2009. 16:30                                                     |             |              |                                                                   |
| Kuba                                                                         | 26:31       | Južna Koreja | Spaladium Arena, Split Broj gledatelja: 500 Sudac: Lemme, Ullrich |
| Turino Noa, Diaz de Armas, Cuni Morales, Echavarria del Sol, Amador Salina 4 | (Izvještaj) | Lee 10       | Spaladium Arena, Split Broj gledatelja: 500 Sudac: Lemme, Ullrich |

| 21. siječnja 2009. 18:30 |             |             |                                                                          |
| Švedska                  | 30:19       | Kuvajt      | Spaladium Arena, Split Broj gledatelja: 6.000 Sudac: Elmoamli, Šaban Ali |
| Larholm 6                | (Izvještaj) | Al-Hajeri 5 | Spaladium Arena, Split Broj gledatelja: 6.000 Sudac: Elmoamli, Šaban Ali |

| 21. siječnja 2009. 20:30 |             |           |                                                                 |
| Španjolska               | 22:32       | Hrvatska  | Spaladium Arena, Split Broj gledatelja: 12.000 Sudac: Din, Dinu |
| Romero 5                 | (Izvještaj) | Duvnjak 7 | Spaladium Arena, Split Broj gledatelja: 12.000 Sudac: Din, Dinu |

| 22. siječnja 2009. 16:30     |             |               |                                                                    |
| Kuvajt                       | 23:26       | Kuba          | Spaladium Arena, Split Broj gledatelja: 500 Sudac: Nilson, Rogerio |
| H. Al-Šamari, F. Al-Šamari 5 | (Izvještaj) | Carol Marzo 8 | Spaladium Arena, Split Broj gledatelja: 500 Sudac: Nilson, Rogerio |

| 22. siječnja 2009. 18:30 |             |              |                                                                |
| Španjolska               | 23:24       | Južna Koreja | Spaladium Arena, Split Broj gledatelja: 8.000 Sudac: Din, Dinu |
| Rocas, Romero 5          | (Izvještaj) | Oh 6         | Spaladium Arena, Split Broj gledatelja: 8.000 Sudac: Din, Dinu |

| 22. siječnja 2009. 20:30 |             |                  |                                                                      |
| Hrvatska                 | 30:26       | Švedska          | Spaladium Arena, Split Broj gledatelja: 12.000 Sudac: Lemme, Ullrich |
| Čupić 8                  | (Izvještaj) | Doder, Larholm 7 | Spaladium Arena, Split Broj gledatelja: 12.000 Sudac: Lemme, Ullrich |

## Skupina C (Varaždin)
|    | Reprezentacija      | Bod. | Ut. | Pob. | N. | Por. | Pos. | Pri. | RP  |
| -- | ------------------- | ---- | --- | ---- | -- | ---- | ---- | ---- | --- |
| 1. | Njemačka            | 9    | 5   | 4    | 1  | 0    | 147  | 116  | +31 |
| 2. | Sjeverna Makedonija | 6    | 5   | 3    | 0  | 2    | 145  | 136  | +9  |
| 3. | Poljska             | 6    | 5   | 3    | 0  | 2    | 136  | 131  | +15 |
| 4. | Rusija              | 5    | 5   | 2    | 1  | 2    | 143  | 145  | -2  |
| 5. | Tunis               | 4    | 5   | 2    | 0  | 3    | 143  | 142  | +1  |
| 6. | Alžir               | 0    | 5   | 0    | 0  | 5    | 114  | 167  | -53 |

| 17. siječnja 2009. 15:30 |             |               |                                                                                |
| Poljska                  | 39:22       | Alžir         | Športska dvorana Varaždin, Varaždin Broj gledatelja: 2.500 Sudac: Opava, Valek |
| Jurasik, Tłuczyński 6    | (Izvještaj) | O. Chahbour 6 | Športska dvorana Varaždin, Varaždin Broj gledatelja: 2.500 Sudac: Opava, Valek |

| 17. siječnja 2009. 17:30 |             |                        |                                                                                   |
| Njemačka                 | 26:26       | Rusija                 | Športska dvorana Varaždin, Varaždin Broj gledatelja: 4.000 Sudac: Gjeding, Hansen |
| Hens 9                   | (Izvještaj) | Igropulo, Rastvorcev 5 | Športska dvorana Varaždin, Varaždin Broj gledatelja: 4.000 Sudac: Gjeding, Hansen |

| 17. siječnja 2009. 19:30 |             |       |                                                                                    |
| Makedonija               | 24:25       | Tunis | Športska dvorana Varaždin, Varaždin Broj gledatelja: 3.500 Sudac: Cocador, Nicolau |
| K. Lazarov 9             | (Izvještaj) | Tej 6 | Športska dvorana Varaždin, Varaždin Broj gledatelja: 3.500 Sudac: Cocador, Nicolau |

| 18. siječnja 2009. 15:30 |             |                     |                                                                                   |
| Alžir                    | 19:32       | Sjeverna Makedonija | Športska dvorana Varaždin, Varaždin Broj gledatelja: 2.000 Sudac: Gjeding, Hansen |
| O. Chahbour 6            | (Izvještaj) | K. Lazarov 9        | Športska dvorana Varaždin, Varaždin Broj gledatelja: 2.000 Sudac: Gjeding, Hansen |

| 18. siječnja 2009. 17:30 |             |          |                                                                                |
| Tunis                    | 24:26       | Njemačka | Športska dvorana Varaždin, Varaždin Broj gledatelja: 3.200 Sudac: Opava, Valek |
| Hammed 9                 | (Izvještaj) | Hens 6   | Športska dvorana Varaždin, Varaždin Broj gledatelja: 3.200 Sudac: Opava, Valek |

| 18. siječnja 2009. 19:30 |             |                                              |                                                                                  |
| Rusija                   | 22:24       | Poljska                                      | Športska dvorana Varaždin, Varaždin Broj gledatelja: 3.000 Sudac: Krstič, Ljubič |
| Igropulo 6               | (Izvještaj) | K. Lijewski, Bielecki, B. Jurecki, Jurasik 4 | Športska dvorana Varaždin, Varaždin Broj gledatelja: 3.000 Sudac: Krstič, Ljubič |

| 19. siječnja 2009. 15:30 |             |                     |                                                                                    |
| Poljska                  | 29:30       | Sjeverna Makedonija | Športska dvorana Varaždin, Varaždin Broj gledatelja: 1.500 Sudac: Cocador, Nicolau |
| M. Lijewski, Bielecki 7  | (Izvještaj) | K. Lazarov 13       | Športska dvorana Varaždin, Varaždin Broj gledatelja: 1.500 Sudac: Cocador, Nicolau |

| 19. siječnja 2009. 17:30 |             |           |                                                                                  |
| Njemačka                 | 32:20       | Alžir     | Športska dvorana Varaždin, Varaždin Broj gledatelja: 1.500 Sudac: Krstič, Ljubič |
| Jansen 6                 | (Izvještaj) | Berriah 8 | Športska dvorana Varaždin, Varaždin Broj gledatelja: 1.500 Sudac: Krstič, Ljubič |

| 19. siječnja 2009. 19:30  |             |          |                                                                                   |
| Rusija                    | 36:31       | Tunis    | Športska dvorana Varaždin, Varaždin Broj gledatelja: 1.000 Sudac: Gjeding, Hansen |
| Vasilj Filipov, Kovalev 7 | (Izvještaj) | Touati 9 | Športska dvorana Varaždin, Varaždin Broj gledatelja: 1.000 Sudac: Gjeding, Hansen |

| 21. siječnja 2009. 15:30 |             |                  |                                                                                    |
| Alžir                    | 28:29       | Rusija           | Športska dvorana Varaždin, Varaždin Broj gledatelja: 2.000 Sudac: Cocador, Nicolau |
| Boudrali 6               | (Izvještaj) | Vasilj Filipov 9 | Športska dvorana Varaždin, Varaždin Broj gledatelja: 2.000 Sudac: Cocador, Nicolau |

| 21. siječnja 2009. 17:30 |             |            |                                                                                |
| Makedonija               | 23:33       | Njemačka   | Športska dvorana Varaždin, Varaždin Broj gledatelja: 3.800 Sudac: Opava, Valek |
| K. Lazarov 9             | (Izvještaj) | Glandorf 9 | Športska dvorana Varaždin, Varaždin Broj gledatelja: 3.800 Sudac: Opava, Valek |

| 21. siječnja 2009. 19:30 |             |          |                                                                                |
| Poljska                  | 31:27       | Tunis    | Športska dvorana Varaždin, Varaždin Broj gledatelja: 800 Sudac: Krstič, Ljubič |
| Tłuczyński 11            | (Izvještaj) | Hedoui 6 | Športska dvorana Varaždin, Varaždin Broj gledatelja: 800 Sudac: Krstič, Ljubič |

| 22. siječnja 2009. 15:30 |             |             |                                                                                   |
| Makedonija               | 36:30       | Rusija      | Športska dvorana Varaždin, Varaždin Broj gledatelja: 4.000 Sudac: Gjeding, Hansen |
| K. Lazarov 13            | (Izvještaj) | Igropulo 13 | Športska dvorana Varaždin, Varaždin Broj gledatelja: 4.000 Sudac: Gjeding, Hansen |

| 22. siječnja 2009. 17:30 |             |              |                                                                                    |
| Njemačka                 | 30:23       | Poljska      | Športska dvorana Varaždin, Varaždin Broj gledatelja: 4.000 Sudac: Cocador, Nicolau |
| Kraus 7                  | (Izvještaj) | Tłuczyński 6 | Športska dvorana Varaždin, Varaždin Broj gledatelja: 4.000 Sudac: Cocador, Nicolau |

| 22. siječnja 2009. 19:30 |             |           |                                                                              |
| Tunis                    | 36:25       | Alžir     | Športska dvorana Varaždin, Varaždin Broj gledatelja: 300 Sudac: Opava, Valek |
| Touati 12                | (Izvještaj) | Bouakaz 5 | Športska dvorana Varaždin, Varaždin Broj gledatelja: 300 Sudac: Opava, Valek |

## Skupina D (Poreč)
|    | Reprezentacija    | Bod. | Ut. | Pob. | N. | Por. | Pos. | Pri. | RP  |
| -- | ----------------- | ---- | --- | ---- | -- | ---- | ---- | ---- | --- |
| 1. | Danska            | 10   | 5   | 5    | 0  | 0    | 167  | 121  | +46 |
| 2. | Srbija            | 6    | 5   | 3    | 0  | 2    | 161  | 146  | +15 |
| 3. | Norveška          | 6    | 5   | 3    | 0  | 2    | 162  | 123  | +39 |
| 4. | Egipat            | 4    | 5   | 2    | 0  | 3    | 110  | 126  | -16 |
| 5. | Brazil            | 4    | 5   | 2    | 0  | 3    | 128  | 161  | -30 |
| 6. | Saudijska Arabija | 0    | 5   | 0    | 0  | 5    | 107  | 161  | -54 |

| 17. siječnja 2009. 16:15 |             |                   |                                                                               |
| Norveška                 | 39:23       | Saudijska Arabija | Športska dvorana Žatika, Poreč Broj gledatelja: 2.000 Sudac: Gatelis, Mazeika |
| Mamelund 8               | (Izvještaj) | B. Al-Harbi 5     | Športska dvorana Žatika, Poreč Broj gledatelja: 2.000 Sudac: Gatelis, Mazeika |

| 17. siječnja 2009. 18:15 |             |              |                                                                              |
| Egipat                   | 22:30       | Srbija       | Športska dvorana Žatika, Poreč Broj gledatelja: 2.500 Sudac: Baum, Goralczyk |
| El Ahmar 8               | (Izvještaj) | Stojanović 6 | Športska dvorana Žatika, Poreč Broj gledatelja: 2.500 Sudac: Baum, Goralczyk |

| 17. siječnja 2009. 20:15 |             |            |                                                                             |
| Danska                   | 40:27       | Brazil     | Športska dvorana Žatika, Poreč Broj gledatelja: 2.200 Sudac: Gousko, Repkin |
| Christiansen 8           | (Izvještaj) | E. Silva 6 | Športska dvorana Žatika, Poreč Broj gledatelja: 2.200 Sudac: Gousko, Repkin |

| 18. siječnja 2009. 16:15 |             |            |                                                                              |
| Brazil                   | 21:39       | Norveška   | Športska dvorana Žatika, Poreč Broj gledatelja: 1.500 Sudac: Baum, Goralczyk |
| F. Silva, Hubner 4       | (Izvještaj) | Bjørnsen 7 | Športska dvorana Žatika, Poreč Broj gledatelja: 1.500 Sudac: Baum, Goralczyk |

| 18. siječnja 2009. 18:15 |             |           |                                                                              |
| Saudijska Arabija        | 18:26       | Egipat    | Športska dvorana Žatika, Poreč Broj gledatelja: 1.500 Sudac: Lazaar, Reveret |
| B. Al-Harbi 9            | (Izvještaj) | Hussein 7 | Športska dvorana Žatika, Poreč Broj gledatelja: 1.500 Sudac: Lazaar, Reveret |

| 18. siječnja 2009. 20:15 |             |            |                                                                             |
| Srbija                   | 36:37       | Danska     | Športska dvorana Žatika, Poreč Broj gledatelja: 3.500 Sudac: Gousko, Repkin |
| Ilić 10                  | (Izvještaj) | Lindberg 8 | Športska dvorana Žatika, Poreč Broj gledatelja: 3.500 Sudac: Gousko, Repkin |

| 19. siječnja 2009. 17:00 |             |        |                                                                              |
| Brazil                   | 32:30       | Srbija | Športska dvorana Žatika, Poreč Broj gledatelja: 1.000 Sudac: Lazaar, Reveret |
| Ribeiro 10               | (Izvještaj) | Ilić 7 | Športska dvorana Žatika, Poreč Broj gledatelja: 1.000 Sudac: Lazaar, Reveret |

| 19. siječnja 2009. 19:10 |             |           |                                                                               |
| Norveška                 | 30:20       | Egipat    | Športska dvorana Žatika, Poreč Broj gledatelja: 1.650 Sudac: Gatelis, Mazeika |
| Kjelling 9               | (Izvještaj) | Hussein 9 | Športska dvorana Žatika, Poreč Broj gledatelja: 1.650 Sudac: Gatelis, Mazeika |

| 19. siječnja 2009. 21:15 |             |                   |                                                                            |
| Danska                   | 32:13       | Saudijska Arabija | Športska dvorana Žatika, Poreč Broj gledatelja: 800 Sudac: Baum, Goralczyk |
| Eggert Jensen 10         | (Izvještaj) | Al-Habib 6        | Športska dvorana Žatika, Poreč Broj gledatelja: 800 Sudac: Baum, Goralczyk |

| 21. siječnja 2009. 17:00 |             |           |                                                                               |
| Saudijska Arabija        | 24:26       | Brazil    | Športska dvorana Žatika, Poreč Broj gledatelja: 1.000 Sudac: Gatelis, Mazeika |
| B. Al-Harbi 9            | (Izvještaj) | Ribeiro 9 | Športska dvorana Žatika, Poreč Broj gledatelja: 1.000 Sudac: Gatelis, Mazeika |

| 21. siječnja 2009. 19:10 |             |         |                                                                              |
| Norveška                 | 26:27       | Srbija  | Športska dvorana Žatika, Poreč Broj gledatelja: 3.500 Sudac: Baum, Goralczyk |
| Loke 6                   | (Izvještaj) | Vujin 8 | Športska dvorana Žatika, Poreč Broj gledatelja: 3.500 Sudac: Baum, Goralczyk |

| 21. siječnja 2009. 21:15 |             |                |                                                                              |
| Egipat                   | 17:26       | Danska         | Športska dvorana Žatika, Poreč Broj gledatelja: 1.200 Sudac: Lazaar, Reveret |
| Hussein 4                | (Izvještaj) | Christiansen 7 | Športska dvorana Žatika, Poreč Broj gledatelja: 1.200 Sudac: Lazaar, Reveret |

| 22. siječnja 2009. 16:15 |             |                   |                                                                             |
| Srbija                   | 38:29       | Saudijska Arabija | Športska dvorana Žatika, Poreč Broj gledatelja: 800 Sudac: Gatelis, Mazeika |
| Bojinović, Marković 6    | (Izvještaj) | Al-Habib 7        | Športska dvorana Žatika, Poreč Broj gledatelja: 800 Sudac: Gatelis, Mazeika |

| 22. siječnja 2009. 18:15 |             |           |                                                                              |
| Egipat                   | 25:22       | Brazil    | Športska dvorana Žatika, Poreč Broj gledatelja: 2.000 Sudac: Lazaar, Reveret |
| Hussein 6                | (Izvještaj) | Ribeiro 5 | Športska dvorana Žatika, Poreč Broj gledatelja: 2.000 Sudac: Lazaar, Reveret |

| 22. siječnja 2009. 20:15 |             |            |                                                                             |
| Danska                   | 32:28       | Norveška   | Športska dvorana Žatika, Poreč Broj gledatelja: 3.200 Sudac: Gousko, Repkin |
| Hansen 10                | (Izvještaj) | Kjelling 9 | Športska dvorana Žatika, Poreč Broj gledatelja: 3.200 Sudac: Gousko, Repkin |